# Ekateríni Kóffa
Ekateríni Kóffa (in greco Κατερίνα Κόφφα?; Karditsa, 10 aprile 1969) è un'ex velocista greca.
In carriera è stata campionessa mondiale indoor dei 200 metri piani a Parigi-Bercy 1997.

## Record nazionali

### Seniores
- 200 metri piani: 22"67 ( Atene, 16 giugno 1996)
- 200 metri piani indoor: 22"71 ( Il Pireo, 21 febbraio 1998)
- Staffetta 4×100 metri: 43"07 ( Bari, 18 giugno 1997) (Maria Tsoni, Ekateríni Kóffa, Marina Vasarmidou, Ekateríni Thánou)

## Palmarès
| Anno | Manifestazione          | Sede       | Evento      | Risultato        | Prestazione | Note                                     |
| ---- | ----------------------- | ---------- | ----------- | ---------------- | ----------- | ---------------------------------------- |
| 1988 | Mondiali juniores       | Sudbury    | 100 m piani | Semifinale       | 11"91       |                                          |
| 1988 | Giochi olimpici         | Seul       | 4×100 m     | Semifinale       | 45"74       |                                          |
| 1993 | Mondiali indoor         | Toronto    | 200 m piani | Batteria         | 24"17       |                                          |
| 1993 | Giochi del Mediterraneo | Narbona    | 100 m piani | Bronzo           | 11"71       |                                          |
| 1995 | Mondiali indoor         | Barcellona | 60 m piani  | Semifinale       | dq          |                                          |
| 1995 | Mondiali indoor         | Barcellona | 200 m piani | Semifinale       | 23"82       |                                          |
| 1995 | Mondiali                | Göteborg   | 200 m piani | Batteria         | 23"16       |                                          |
| 1996 | Giochi olimpici         | Atlanta    | 100 m piani | Quarti di finale | 11"38       |                                          |
| 1996 | Giochi olimpici         | Atlanta    | 200 m piani | Semifinale       | 23"20       |                                          |
| 1997 | Mondiali indoor         | Parigi     | 200 m piani | Oro              | 22"76       | Record nazionale                         |
| 1997 | Giochi del Mediterraneo | Bari       | 200 m piani | Argento          | 22"80       |                                          |
| 1997 | Giochi del Mediterraneo | Bari       | 4×100 m     | Argento          | 43"07       | Record nazionale                         |
| 1997 | Mondiali                | Atene      | 200 m piani | Semifinale       | 22"70       | Miglior prestazione personale stagionale |
| 1998 | Europei indoor          | Valencia   | 60 m piani  | 5ª               | 7"24        |                                          |
| 1998 | Europei indoor          | Valencia   | 200 m piani | Bronzo           | 22"86       |                                          |
| 1999 | Mondiali                | Siviglia   | 200 m piani | Quarti di finale | 23"28       |                                          |
| 2000 | Giochi olimpici         | Sydney     | 200 m piani | Batteria         | 23"53       |                                          |
| 2000 | Giochi olimpici         | Sydney     | 4×100 m     | Semifinale       | 43"53       |                                          |